# Taylor Winterstein
Pour les articles homonymes, voir Winterstein.
Taylor Winterstein (né en 1989) est une influenceuse en ligne australienne originaire des Samoa, connue pour ses positions anti-vaccination. Ses interventions visant à inciter la population à éviter la vaccination ont été dénoncées par les autorités médicales en Australie et dans les Samoa.

## Vie personnelle
Winterstein est née à Samoa et elle a grandi à Campbelltown, en Australie. Elle est connue pour être la partenaire du joueur de rugby Frank Winterstein, qu'elle a épousé en 2013,. Le couple a deux enfants,,  et vit à Toulouse France depuis deux ans,. La célébrité de son conjoint lui a permis d'acquérir un auditoire substantiel sur les médias sociaux,,,,.

## Présence en ligne
Winterstein utilise « Tay's Way Movement » depuis 2017 pour désigner l'ensemble de ses communications en ligne,. Son compte Instagram comptait 22 000 abonnés en décembre 2019. Tout comme Instagram, Facebook a placé des restrictions particulières sur son compte, dans le cadre d'initiatives pour réduire la portée de comptes reprenant des messages des groupes anti-vaccination.
Outre la vaccination des enfants, elle utilise les médias sociaux pour partager ses opinions sur la nutrition, la médecine, l'accouchement et les dangers présumés de la téléphonie cellulaire 5G,,.
Elle prétend que de nombreux influenceurs en ligne partagent ses convictions et ne font pas vacciner leurs enfants.

## Militantisme anti-vaccination
Bien qu'elle n'ait acquis aucune qualification médicale,,,, Winterstein exhorte les parents à remettre en question la sécurité des vaccinations infantiles. Elle estime que les parents sont victimes d'intimidation et de pressions de la part de médecins pour qu'ils vaccinent leurs enfants,. Elle estime notamment que les vaccins provoquent diverses allergies, une affirmation qui n'est pas soutenue par des études scientifiques ; par conséquent, ses garçons ne sont pas vaccinés,.
En 2018, Winterstein a participé à la campagne de promotion en Australie du film anti-vaccination Vaxxed, un documentaire basé sur les théories discréditées de Andrew Wakefield et réalisé par Del Bigtree. Le chirurgien australien John Cunningham, qui a reçu un Ordre d'Australie pour son travail de promotion de la vaccination, estime que Winterstein représente la «version sinistre de l'entrepreneur moderne» et a dénoncé sa décision de se joindre au mouvement anti-vaccination,. Le président de l'ordre professionnel des médecins d'Australie de se renseigner auprès de leur médecin local, plutôt qu'auprès de quelqu'un qui est devenu célèbre pour avoir épousé un sportif. Selon le virologue Ian McKay, les propos de Winterstein démontrent qu'elle ne comprend ni la virologie, ni la pharmacologie ou la biochimie.

### Rôle dans l'épidémie de rougeole aux Samoa
Winterstein a été critiquée pour avoir contribué au mouvement anti-vaccination ayant provoqué l'épidémie de rougeole ayant fait de nombreuses victimes aux Samoa à la fin de 2019 et pour avoir véhiculé de fausses informations pendant l'épidémie.
Elle a rencontré le militant anti-vaccination Robert Kennedy Jr. lors de son passage aux Samoa au mois de juin 2019, saluant le courage de Kennedy et reprenant ses messages anti-vaccination. Les ateliers anti-vaccination qu'elle prévoyait d'organiser à Samoa à la suite de la visite de Kennedy ont été annulés après que le Ministre de la santé ait qualifié le projet de « menace à la santé publique »,,,. Le président de l'association des médecins de la Nouvelle-Galles du Sud, Kean-Seng Lim, a aussi dénoncé le projet d'ateliers, dans un pays où l'isolement des villages rend la vaccination difficile,. Winterstein a cependant continué à cibler Samoa dans ses communications sur les médias sociaux. La directrice d'un centre d'information sur la vaccination, Nikki Turner, a dénoncé les efforts des groupes anti-vaccination qui ont ciblé Samoa, alors que les taux de vaccination étaient déjà bas dans l'archipel.
Pendant l'épidémie, elle a blâmé le gouvernement qui, selon elle, aurait dû distribuer des doses de vitamine A à la population plutôt que de faire vacciner la population ou leur administrer des soins médicaux,,, alors qu'il ne s'agit pas d'un traitement efficace pour la rougeole,. Avec d'autres militants anti-vaccination, elle s'est opposée aux mesures prises pour enrayer l'épidémie par le gouvernement des Samoa avec l'aide de pays environnant et de l'Organisation mondiale de la santé (OMS), comparant les stratégies des autorités publiques aux techniques du régime Nazi,,,,,. L'OMS a incriminé des campagnes anti-vaccins dans la chute de la couverture vaccinale aux Samoa avant l'épidémie,. Elle a prétendu que les enfants atteints de rougeole se remettaient sur pied rapidement après l'application de simples protocoles efficaces. En décembre 2019, plus de 83 personnes, surtout des enfants, étaient mortes de la maladie et plus de 5 700 avaient été infectés.
Winterstein a loué le militant anti-vaccination Edwin Tamasese, le qualifiant de « héros » lorsqu'il a été sous arrestation pour avoir incité la population à refuser la vaccination, devenue obligatoire en mois de décembre,,.

## Ateliers et programmes de coaching de vie
Winterstein est un "coach de santé nutritionnelle" autoproclamée, et anime des ateliers tels que «Faire des choix éclairés», au coût de 200 $ par personne,. Elle encourage une attitude de rejet de la vaccination des enfants tout en amplifiant les effets secondaires de ces traitements. Elle incite les parents à se prévaloir de moyens pour éviter la réglementation prévoyant que les enfants doivent avoir reçu certains vaccins pour fréquenter l'école publique,,.
Winterstein a été conférencière à une conférence anti-vaccination à Canberra en 2019, aux côtés d'autres anti-vaxxers de renom tels que Judith Wilyman et Michael O'Neill.

## Alfa PXP Royale
Winterstein a utilisé son site Web pour vendre Alfa PXP Royale (PXP), un riz violet moulu cultivé en Thaïlande dont les fabricants prétendent faussement qu'il peut aider à soulager la douleur, les migraines, l'autisme, améliorer la vue,, tout en prévenant le cancer, les maladies cardiaques, la maladie d'Alzheimer, les accidents cardiovasculaires et le diabète. Le chirurgien John Cunningham a dénoncé cette pratique commerciale, indiquant que le PXP est essentiellement du riz moulu qui pourrait tout aussi bien provenir d'un garde-manger de cuisine.
Elle a vendu du PXP à un prix atteignant 1 000 $ le kilogramme, alors que le riz noir est vendu à 10 $ le kilogramme dans les supermarchés. La société derrière PXP (Enzacta) étant une entreprise de vente multiniveau, Winterstein a tenté de recruter des vendeurs en échange de bonus et de récompenses de luxe. Elle a cessé de vendre le produit à la suite d'un reportage diffusé à la télévision australienne.